# Elatostema seemannianum
Elatostema seemannianum är en nässelväxtart som beskrevs av Albert Charles Smith. Elatostema seemannianum ingår i släktet Elatostema och familjen nässelväxter. Inga underarter finns listade i Catalogue of Life.